# 가재과
가재과(Cambaridae)는 민물 가재과의 하나이다. 대부분의 종이 미국의 태평양 수계 지역에 주로 분포하며 동북아시아에는 소수의 종으로 가재속(Cambaroides)이 분포한다. 약 400종 이상을 포함하고 있다.

## 하위 속
| - Barbicambarus - Bouchardina - Cambarellus - 가재속 (Cambaroides) - Cambarus - Distocambarus | - Fallicambarus - Faxonella - Hobbseus - Orconectes - 미국가재속 (Procambarus) - Troglocambarus |